# Abdul Latif Khan
Abdul latif Khan ibn Ibrahim (+1518) fou kan de Kazan, germà de Muhammad Amin.
Mamuk Khan el xibànida que governava, s'havia mostrat com un lladre; un dia va anar amb tropes cap al principat d'Arsk per conquerir-lo, però no ho va aconseguir i al seu retorn es va trobar amb les portes de Kazan tancades i se li demanava marxar, ja que no necessitaven un lladre com a sobirà. Mamuk amb les riqueses acumulades va tornar al seu país originari. Els ciutadans van demanar el nomenament de kan al gran príncep de Moscou però que no fos Muhammad Amin que havia comès ultratges contra les khatuns (esposes) i recomanaven a Abdul latif Khan, germà de Muhammad Amin. El gran príncep ho va concedir.
Abdul Latif va arribar el maig de 1497 acompanyat dels prínceps Simeó Kholmski i Feodor Palitski; el poble li va jurar fidelitat a ell i al gran príncep. Muhammad Amin va rebre els feus de Koshira, Serpukhof i Khotum on per la seva cobdícia i baixesa aviat es va fer impopular. El gran príncep va avisar del que havia passat a la khatun Nur Sultan, la mare de Muhammad Amin i d'Abdul Latif, però li va prometre que el kanat sempre romandria en mans de la seva família. Aquesta va informar que estava a punt de fer la peregrinació a la Meca i que la tornada visitaria als seus fills.
Vers el 1499 Agalak, un príncep de l'Horda de Xiban i germà de Mahmuk, va agafar les armes contra el kan però el gran príncep va enviar un exèrcit a defensar-lo, manat per Feodor Belski; aquest va expulsar Agalak i després va sortir del territori però deixant tropes manades per Miquel i Loban Riapolovski. Uns mesos després van derrotar els caps nogais Yamgurchi i Musa, que atacaven a Abdul Latif segurament en nom del kan d'Astracan que es considerava kan de l'Horda d'Or. Mentre Muhammad Amin havia obtingut un alt comandament a l'exèrcit rus en la campanya contra Lituània del 1500.
El gener del 1502, amb l'excusa que el kan Abdul Latif feia injustícies, va ordenar al gran príncep Basili Nozdrovati fer-lo presoner i portar-lo a Moscou; després fou traslladat a Bielosero on va quedar en confinament. Muhammad Amin va tornar per tercera vegada al tron.
Muhammad Amin es va posar malalt vers 1517 i va intercedir pel seu germà Abdul Latif Khan i va demanar que fos nomenat hereu. El gran príncep li va concedir el feu de Koshira (que sovint havien ocupat els futurs kans) però va morir a Moscou el 9 de novembre de 1518.